# Alfons Lütke-Westhues
Alfons Lütke-Westhues (ur. 17 maja 1930 w Westbevern, zm. 8 marca 2004 w Warendorfie) – niemiecki jeździec.
Od 1953 był w narodowej kadrze Niemiec w jeździectwie. W barwach wspólnego zespołu RFN i NRD startował na igrzyskach olimpijskich w 1956 (główne zawody odbywały się w Melbourne, ale jeźdźcy – ze względu na problemy z transportem koni – rywalizowali w Sztokholmie) i zdobył złoty medal w drużynowym konkursie skoków przez przeszkody. Lütke-Westhues startował na koniu Ala, partnerami w drużynie byli Fritz Thiedemann (koń Meteor) i Hans Günter Winkler (koń Halla). Indywidualnie zajął 11. miejsce.
Wielokrotnie uczestniczył także w innych zawodach najwyższej rangi. Zakończył karierę w 1960, ale pracował dalej dla Niemieckiego Związku Jeździeckiego jako trener, sędzia i budowniczy parkurów.
Udane występy olimpijskie w jeździectwie, na tych samych igrzyskach, miał także jego brat August Lütke-Westhues.